# آدم ك ليفين
آدم ليفين هو المدير السابق لقسم شؤون نيو جيرسي لشئون المستهلك، شريك مؤسس لموقع كريديت دوت كوم، وأيضا شريك ورئيس لسايبر سكاوت. هو مؤلف كتاب «كيف تحمي نفسك في عالم مليء بالمختالين، المخادعين، ولصوص الهوية» وهو من الكتب الأكثر مبيعا بموقع أمازون.

## التعليم
تخرج آدم ليفين من كلية الحقوق جامعة ميتشيغان عام 1974.

## حياته المهنية
بصفته مديرًا لشئون المستهلك في نيوجيرسي ، عمل مع الهيئة التشريعية بنيوجيرسي ووكالات حكومية مختلفة لسن أكثر من 40 قانونًا ولوائح أساسية لحماية المستهلك. أجبر شركة فايرستون للإطارات والمطاط بإزالة 500 إطار غير آمن من الطريق. ونصح ليفين المستهلكين كيفية معرفة الإطارات الجيدة من السيئة. طور مواد تعليمية للمستهلكين وقنوات توزيع جديدة وقدم أكثر من 1200 عرض تثقيفي خلال خمس سنوات. إنجازات أخرى كمدير قسم نيو جيرسي لشؤون المستهلك تشمل تعزيز برامج الكاتبة المالية على مستوى الولاية. وأشار إلى إطارين رئيسين هما تأمين الحق للمهنيين وتأسيس حماية أكبر للمستهلك في صناعة المنتجعات الصحية. في عام 1982 ، استقال من منصبه كمدير شؤون المستهلك للترشح لمنصب الرئاسة.وقد فاز بترشيح الحزب الديمقراطي لمجلس النواب بالولايات المتحدة في مقاطعة الكونجرس السابعة في نيوجيرسي. نافس ليفين الجمهوري ماثيو رينالدو ولكنه لم ينجح في إقصاءه عن ولايته الخامسة بمقاطعة الكونجرس السابعة. وبمجرد انتهاء الانتخابات، دخل ليفين في قطاع العقارات وشارك في تأسيس إدارة كينغسوود، إدارة ريجال (سابقاً بيلمارك ريجال مانجمنت) ، وهي واحدة من أكبر شركات إدارة العقارات السكنية في مدينة نيويورك. في عام 1994 ، شارك في تأسيس موقع كريديت دوت كوم، وهي عبارة عن أنه يقوم بإعلام وتوريد للخدمات المالية عبر الإنترنت للحصول على حلول تساعد في تمكين المستهلكين من إدارة تمويلهم الائتماني بفعالية. في عام 2003 ، أسس ليفين سايبر سكاوت (وهو في الأصل Identity Theft 911) ، وهو مزود إلكتروني لحلول إدارة الهوية الشخصية، خدمات استعادة سرقة الهوية، خدمات الهاكر، وحلول إدارة مخاطر البيانات للشركات. ويشغل ليفين أيضًا منصب رئيس مؤسسة فيليب وجانيس ليفين (التي تساهم بشكل كبير في ترميم معارض اللوحات الفنية التي تعود إلى القرن التاسع عشر في متحف المتروبوليتان للفنون) وهي عضو في مجلس مؤسسة الفن والحفظ في السفارات. تشمل موضوعات ليفين الناطقة مجموعة واسعة من مواضيع الأمن والتمويل الشخصي، ومزايا ومخاطر الائتمان. الصراع المستمر بين السهولة والأمن على الإنترنت، كيف يمكن للمحترفين والشركات حماية بيانات المستهلكين والموظفين بشكل أفضل، وكذلك الأسرار التجارية والملكية الفكرية، وقضايا الخصوصية والموضوعات المتعلقة بالأنترنت. حماية البيانات في عالم من الأجهزة المتصلة ببعضها البعض، تزايد وباء التزوير الضريبي وسرقة الهوية الطبية، وكيف أصبح الهاكر هو شيء أساسي مع حتمية سرقة الهوية، ونصائح الخبراء حول كيف يمكن للمستهلكين تقليل مخاطر التعرض لها وكيفية حماية كروت الائتمان الخاصة بهم وكيفية معرفة البرامج الفعالة لمكافحة البرامج المضرة.